# Lijst van voetbalinterlands Estland - Schotland
Deze lijst van voetbalinterlands is een overzicht van alle officiële voetbalwedstrijden tussen de nationale teams van Estland en Schotland. De landen speelden tot op heden acht keer tegen elkaar. De eerste ontmoeting, een kwalificatiewedstrijd voor het Wereldkampioenschap voetbal 1994, werd gespeeld in Tallinn op 19 mei 1993. Het laatste duel, een vriendschappelijke wedstrijd, vond plaats op 6 februari 2013 in Aberdeen.

## Wedstrijden
| № | Plaats      | Datum            | Competitie           | Wedstrijd           | Uitslag |
| - | ----------- | ---------------- | -------------------- | ------------------- | ------- |
| 1 | Tallinn     | 19 mei 1993      | WK 1994 kwalificatie | Estland – Schotland | 0 – 3   |
| 2 | Aberdeen    | 2 juni 1993      | WK 1994 kwalificatie | Schotland – Estland | 3 – 1   |
| 3 | Monte Carlo | 11 februari 1997 | WK 1998 kwalificatie | Estland – Schotland | 0 – 0   |
| 4 | Kilmarnock  | 29 maart 1997    | WK 1998 kwalificatie | Schotland – Estland | 2 – 0   |
| 5 | Edinburgh   | 10 oktober 1998  | EK 2000 kwalificatie | Schotland – Estland | 3 – 2   |
| 6 | Tallinn     | 8 september 1999 | EK 2000 kwalificatie | Estland – Schotland | 0 – 0   |
| 7 | Tallinn     | 27 mei 2004      | Vriendschappelijk    | Estland – Schotland | 0 – 1   |
| 8 | Aberdeen    | 6 februari 2013  | Vriendschappelijk    | Schotland − Estland | 1 − 0   |

## Samenvatting
| Competitie        | Totaal gespeeld | Winst Estland | Gelijk | Winst Schotland | Doelsaldo Estland – Schotland |
| ----------------- | --------------- | ------------- | ------ | --------------- | ----------------------------- |
| WK-kwalificatie   | 4               | 0             | 1      | 3               | 1 − 8                         |
| EK-kwalificatie   | 2               | 0             | 1      | 1               | 2 − 3                         |
| Vriendschappelijk | 2               | 0             | 0      | 2               | 0 − 2                         |
| Totaal            | 8               | 0             | 2      | 6               | 3 − 13                        |

Wedstrijden bepaald door strafschoppen worden, in lijn met de FIFA, als een gelijkspel gerekend.

## Details

### Eerste ontmoeting
| WK 1994 kwalificatie (Tallinn, Estland, 19 mei 1993): |       |                                                      |
| Estland                                               | 0 – 3 | Schotland                                            |
|                                                       | goals | 44' Kevin Gallacher 60' John Collins 73' Scott Booth |

### Tweede ontmoeting
| WK 1994 kwalificatie (Aberdeen, Schotland, 2 juni 1993): |       |                   |
| Schotland                                                | 3 – 1 | Estland           |
| Brian McClair 19' Brian McClair 28' Pat Nevin 73' (pen.) | goals | 57' Sergei Bragin |

### Derde ontmoeting
| WK 1998 kwalificatie (Monte Carlo, Monaco, 11 februari 1997):                        |       |           |
| Estland                                                                              | 0 – 0 | Schotland |
|                                                                                      | goals |           |
| - Deze wedstrijd was gepland op 9 oktober 1996, maar toen kwam Estland niet opdagen. |       |           |

### Vierde ontmoeting
| WK 1998 kwalificatie (Kilmarnock, Schotland, 29 maart 1997): |       |         |
| Schotland                                                    | 2 – 0 | Estland |
| Tom Boyd 25' Janek Meet 52' (e.d.)                           | goals |         |

### Vijfde ontmoeting
| EK 2000 kwalificatie (Edinburgh, Schotland, 10 oktober 1998): |              | |
| Schotland | 3 – 2        | Estland |
| Billy Dodds 70' Billy Dodds 85' Sergei Hohlov-Simson 79' (e.d.) | goals        | 35' Sergei Hohlov-Simson 76' Maksim Smirnov |
| Craig Brown | bondscoach   | Teitur Thordarson |
| Jim Leighton David Weir Tom Boyd Colin Calderwood 56' Colin Hendry Callum Davidson Kevin Gallacher 17' Billy McKinlay Ally McCoist 68' Ian Durrant Allan Johnston           | opstellingen | Mart Poom Maksim Smirnov Urmas Kirs Sergei Hohlov-Simson Meelis Rooba Viktor Alonen Sergei Terehhov Marko Kristal Martin Reim Andres Oper 88' Indrek Zelinski |
| Darren Jackson 17' Simon Donnelly 56' Billy Dodds 68' | wissels      | 88' Kristen Viikmäe |
| Darren Jackson 62' Billy Dodds 80' Simon Donnelly 86' David Weir 89' | gele kaarten | 43' Viktor Alonen 60' Urmas Kirs 77' Urmas Rooba |
| | rode kaarten | 88' Marko Kristal |
| - Debuut van Allan Johnston (Sunderland) voor Schotland. - Alle spelers van Estland komen uit voor FC Flora Tallinn, met uitzondering van doelman Mart Poom (Derby County). |              | |

### Zesde ontmoeting
| EK 2000 kwalificatie (Tallinn, Estland, 8 september 1999): |       |           |
| Estland                                                    | 0 – 0 | Schotland |
|                                                            | goals |           |

### Zevende ontmoeting
| Vriendschappelijk (Tallinn, Estland, 27 mei 2004): |       |                    |
| Estland                                            | 0 – 1 | Schotland          |
|                                                    | goals | 76' James McFadden |

### Achtste ontmoeting
| Vriendschappelijk (Aberdeen, Schotland, 6 februari 2013): |       |         |
| Schotland                                                 | 1 – 0 | Estland |
| Charlie Mulgrew 39'                                       | goals |         |

EJL · A-internationals · Bondscoaches · Statistieken · Estisch vrouwenelftal · Olympisch elftal · Estland U21 · Estland U20 · Estland U19 · Estland U18 · Estland U17 · Estland U16
1920 – 1929 ·
1930 – 1939 ·
1940 – 1949 ·
1950 – 1990 · 
1990 – 1999 ·
2000 – 2009 ·
2010 – 2019 ·
2020 − 2029
OS 1924
1920 ·
1921 ·
1922 ·
1923 ·
1924 ·
1925 ·
1926 ·
1927 ·
1928 ·
1929 · 
1930 · 
1931 · 
1932 · 
1933 · 
1934 · 
1935 · 
1936 · 
1937 · 
1938 · 
1939 · 
1940 · 
1941 · 
1942 · 
1943 · 1944 · 
1945 · 
1946 · 
1947 · 
1948 · 
1949 · 
1950 – 1990 · 
1991 · 
1992 · 
1993 · 
1994 · 
1995 · 
1996 · 
1997 · 
1998 · 
1999 · 
2000 · 
2001 · 
2002 · 
2003 · 
2004 · 
2005 · 
2006 · 
2007 · 
2008 · 
2009 · 
2010 · 
2011 · 
2012 · 
2013 · 
2014 · 
2015 · 
2016 ·
2017 ·
2018 ·
2019 ·
2020
Albanië ·
Andorra ·
Angola ·
Antigua en Barbuda ·
Argentinië ·
Armenië ·
Azerbeidzjan ·
België ·
Bosnië-Herzegovina ·
Brazilië ·
Bulgarije ·
Canada ·
Chili ·
China ·
Cyprus ·
Denemarken ·
Duitsland ·
Ecuador ·
Egypte ·
El Salvador ·
Engeland ·
Equatoriaal-Guinea ·
Faeröer ·
Fiji ·
Filipijnen ·
Finland ·
Frankrijk ·
Georgië · 
Gibraltar ·
Griekenland ·
Hongarije ·
Hongkong ·
Ierland ·
IJsland ·
Indonesië ·
Irak ·
Israël ·
Italië ·
Jordanië ·
Kazachstan ·
Kirgizië ·
Kroatië ·
Letland ·
Libanon ·
Liechtenstein ·
Litouwen ·
Luxemburg ·
Malta ·
Marokko ·
Mexico ·
Moldavië ·
Montenegro ·
Nederland ·
Nieuw-Caledonië ·
Nieuw-Zeeland ·
Noord-Ierland ·
Noord-Macedonië ·
Noorwegen ·
Oekraïne ·
Oezbekistan ·
Oman ·
Oostenrijk ·
Polen ·
Portugal ·
Qatar ·
Roemenië ·
Rusland ·
Saint Kitts en Nevis ·
San Marino ·
Saoedi-Arabië ·
Schotland ·
Servië ·
Slovenië ·
Slowakije · 
Spanje ·
Tadzjikistan ·
Thailand ·
Trinidad en Tobago ·
Tsjechië ·
Turkije ·
Turkmenistan ·
Uruguay ·
Vanuatu ·
Venezuela ·
Verenigde Arabische Emiraten ·
Verenigde Staten ·
Vietnam ·
Wales ·
Wit-Rusland ·
Zweden ·
Zwitserland
SFA · A-internationals · Selecties · Bondscoaches · Statistieken · Schots vrouwenelftal · Brits olympisch elftal · Schotland U21 · Schotland U20 · Schotland U19 · Schotland U18 · Schotland U17 · Schotland U16 · Vrouwen U17
1872 – 1899 ·
1900 – 1919 ·
1920 – 1929 ·
1930 – 1939 ·
1940 – 1949 ·
1950 – 1959 ·
1960 – 1969 ·
1970 – 1979 ·
1980 – 1989 ·
1990 – 1999 ·
2000 – 2009 ·
2010 – 2019 ·
2020 − 2029
EK's: 1992 ·
1996 ·
2020 ·
2024
WK's: 1954 ·
1958 ·
1974 ·
1978 ·
1982 ·
1986 ·
1990 ·
1998
1872 ·
1873 ·
1874 ·
1875 ·
1876 ·
1877 ·
1878 ·
1878 ·
1879 ·
1880 ·
1881 ·
1882 ·
1883 ·
1884 ·
1885 ·
1886 ·
1887 ·
1888 ·
1889 ·
1890 ·
1891 ·
1892 ·
1893 ·
1894 ·
1895 ·
1896 ·
1897 ·
1898 ·
1899 ·
1900 ·
1901 ·
1902 ·
1903 ·
1904 ·
1905 ·
1906 ·
1907 ·
1908 ·
1909 ·
1910 ·
1911 ·
1912 ·
1913 ·
1914 ·
1915–1919 ·
1920 ·
1921 ·
1922 ·
1923 ·
1924 ·
1925 ·
1926 ·
1927 ·
1928 ·
1929 ·
1930 ·
1931 ·
1932 ·
1933 ·
1934 ·
1935 ·
1936 ·
1937 ·
1938 ·
1939 ·
1940–1945 ·
1946 ·
1947 ·
1948 ·
1949 ·
1950 ·
1951 ·
1952 ·
1953 ·
1954 ·
1955 ·
1956 ·
1957 ·
1958 ·
1959 ·
1960 ·
1960 ·
1961 ·
1962 ·
1963 ·
1964 ·
1965 ·
1966 ·
1967 ·
1968 ·
1969 ·
1970 ·
1971 ·
1972 ·
1973 ·
1974 ·
1975 ·
1976 ·
1977 ·
1978 ·
1979 ·
1980 ·
1981 ·
1982 ·
1983 ·
1984 ·
1985 ·
1986 ·
1987 ·
1988 ·
1989 ·
1990 ·
1991 ·
1992 ·
1993 ·
1994 ·
1995 ·
1996 ·
1997 ·
1998 ·
1999 ·
2000 ·
2001 ·
2002 ·
2003 ·
2004 ·
2005 ·
2006 ·
2007 ·
2008 ·
2009 ·
2010 ·
2011 ·
2012 ·
2013 ·
2014 · 
2015 · 
2016 · 
2017 ·
2018 ·
2019 ·
2020 ·
2021 ·
2022
Albanië ·
Argentinië · 
Armenië ·
Australië ·
België ·
Bosnië en Herzegovina ·
Brazilië ·
Bulgarije ·
Canada ·
Chili ·
Colombia ·
Congo-Kinshasa ·
Costa Rica ·
Cyprus ·
DDR ·
Denemarken ·
Duitsland ·
Ecuador ·
Egypte ·
Engeland ·
Estland ·
Faeröer ·
Finland ·
Frankrijk ·
Georgië ·
Gibraltar · 
GOS ·
Griekenland ·
Hongarije ·
Ierland ·
IJsland ·
Iran ·
Israël ·
Italië ·
Japan ·
Joegoslavië ·
Kazachstan ·
Kroatië ·
Letland ·
Liechtenstein ·
Litouwen ·
Luxemburg ·
Malta ·
Marokko ·
Mexico ·
Moldavië ·
Nederland ·
Nieuw-Zeeland ·
Nigeria · 
Noord-Ierland ·
Noord-Macedonië ·
Noorwegen ·
Oekraïne ·
Oostenrijk ·
Paraguay ·
Peru ·
Polen ·
Portugal ·
Qatar ·
Roemenië ·
Rusland ·
San Marino ·
Saoedi-Arabië ·
Servië ·
Slovenië ·
Slowakije · 
Sovjet-Unie ·
Spanje ·
Trinidad en Tobago · 
Tsjechië ·
Tsjecho-Slowakije ·
Turkije · 
Uruguay ·
Verenigde Staten ·
Wales ·
Wit-Rusland ·
Zuid-Afrika ·
Zuid-Korea ·
Zweden ·
Zwitserland
Engeland (2021) · 
Kroatië (2021) · 
Nieuw-Zeeland (1982) · 
Tsjechië (2021)